# Казаков, Александр Владимирович
Алекса́ндр Влади́мирович Казако́в (1925—2012) — советский рабочий, бригадир слесарей-сборщиков Пензенского компрессорного завода Министерства химического и нефтяного машиностроения СССР, Герой Социалистического Труда (1966).

## Биография
Александр Владимирович Казаков родился 17 октября 1925 года в селе Алфёровка Пензенского уезда Пензенской губернии (ныне — Пензенского района Пензенской области). Рано лишился матери. В 1938 году поступил в ремесленное училище, которое окончил перед самой Великой Отечественной войной.
В 1942 году был призван в РККА. Служил в бронетанковых войсках. Участвовал в войне с Японией, дослужился до звания старшины. На фронте вступил в ВКП(б).
В 1951 году поступил на работу на пензенский компрессорный завод (в настоящее время ОАО «Пензкомпрессормаш»). Здесь он стал настойчиво изучать компрессор, особенно действие всевозможных отжимных, регулирующих и предохранительных устройств, изготовлением которых была занята его бригада. В 1965 году А. В. Казаков стал бригадиром слесарей-сборщиков цеха № 1. Вскоре бригада завоевала звание «Коллектив коммунистического труда», а А. В. Казакову за отличные показатели в трудовой деятельности и новаторство в работе Указом Президиума Верховного Совета СССР от 25 июня 1966 года присвоено звание Героя Социалистического Труда с вручением ордена Ленина и золотой медали «Серп и Молот».

Могила Александра Казакова

В сентябре 1966 года А. В. Казаков был на приёме у министра химического и нефтяного машиностроения СССР К. И. Брехова.
В октябре 1985 года вышел на пенсию.
Скончался 4 апреля 2012 года в г. Пензе на 87-м году жизни. Похоронен на Аллее Славы Новозападного кладбища города Пензы.

## Награды
- Герой Социалистического Труда
- орден Ленина
- орден Отечественной войны 2-й степени
- медаль «За Победу над Германией в Великой Отечественной войне 1941—1945 гг.»
- медаль «За Победу над Японией»
- другие медали